# Meurtre à l'anglaise
Pour plus de détails, voir Fiche technique et Distribution.
Meurtre à l'anglaise (Чисто английское убийство, Chisto angliyskoe ubiystvo) est un téléfilm policier soviétique réalisé par Samson Samsonov et sorti en 1974. Il s'agit d'une adaptation du roman éponyme de Cyril Hare.

## Synopsis
À l'approche de Noël, Lord Warbeck a invité sa famille et ses amis à venir séjourner dans son château. Le fils du châtelain, Robert Warbeck, meurt de façon inexpliquée. La neige ayant coupé toute communication avec l'extérieur, la police ne peut être prévenue et l'enquête doit être menée par un des invités, le Docteur Bottwink. Les relations tendues entre les différents hôtes compliquent ses recherches.

## Fiche technique
- Titre : Meurtre à l'anglaise
- Titre original : Чисто английское убийство
- Réalisation : Samson Samsonov
- Scénario : Samson Samsonov, Vadim Ioussov, Edgar Smirnov, d'après le roman de Cyril Hare
- Photographie : Arkadi Chapayev, Yevgeni Guslinsky
- Musique : Edouard Artemiev
- Décors : Aleksandr Borisov
- Société de production : Mosfilm
- Pays d'origine :  Union soviétique
- Langue : russe
- Format : Couleur
- Genre : Film policier
- Durée : 165 minutes
- Sortie : 1974

## Distribution
- Alexeï Batalov : Docteur Bottwink
- Leonid Obolenski : Lord Warbeck[2]
- Gueorgui Taratorkine : Robert Warbeck
- Boris Ivanov : Sir Julius Warbeck
- Faime Jurno : Lady Camilla Prendergast
- Eugenija Pleškytė : Mme Carstairs
- Ivan Pereverzev : Briggs, le majordome
- Irina Muravyova : Suzanne, la fille de Briggs
- Einari Koppel : sergent Rogers, de la garde personnelle de Sir Julius Warbeck